# Messier 87
Messier 87 (Djevica-A, M87,  NGC 4486) je divovska eliptična galaksija koja se nalazi u središtu skupa Djevice. Galaksiju je otkrio Charles Messier osobno 18. ožujka 1781. godine. Iste noći otkrio je još 7 galaktika i kuglasti skup M92.

## Svojstva
Ova galaktička je aktivna galaktička jezgra u čijem se središtu nalazi crna rupa mase šest milijarda Sunčevih masa.
M87 je divovska galaksija, koja se nalazi u središtu skupa Djevice. Nalazi se na udaljenosti od oko 52 ± 4 milijuna 5000 svjetlosnih godina. Njene prividne dimenzije od 8,3' x 6,6' odgovaraju stvarnim dimenzijama od 125.000 x 100.000 5000 svjetlosnih godina. M87 je tek neznatno veća od naše Mliječne staze ali zbog svog elipsoidnog oblika zauzima znatno veći volumen i ima veću masu. Procjenjuje se da M87 ima masu od 2,6 ± 0,3 x 1012 veću od mase Sunca. M87 je oko 4,5 puta masivnija od naše galaksije. Apsolutni sjaj galaktike je također ogroman i iznosi - 22 magnitude.

### Kuglasti skupovi
M87 posjeduje zadivljujuć sustav kuglastih skupova čiji broj doseže možda i 12.000 potencijalnih članova. Broj kuglastih skupova oko Mliječne staze je skroman i iznosi oko 180.

### Mlaz materijala
Mlaz materijala koji izvire iz središta M87 je otkriven 1918. godine. Mlaz se proteže oko 5000 svjetlosnih godina u dužinu i sastoji se od materije izbačene iz galaksije. Materiju vjerojatno izbacuje supermasivna crna rupa mase 3×109 veće od mase Sunca. M87 je također i snažan izvor X zraka i radiovalova što ide u korist teoriji o supermasivnoj crnoj rupi u središtu. Vjeruje se da je crna rupa u središtu veličine Sunčeva sustava.
Jedan je od najsnažnijih izvora radijskih valova u svemiru.